# Кріс Куомо
Крістофер (Кріс) Чарльз Куомо (англ. Christopher Charles Cuomo) — американський тележурналіст, найбільш відомий як ведучий Куомо Прайм Тайм, аналітичної програми новин, що виходила на вихідних на телеканалі CNN. Молодший брат колишнього губернатора штату Нью-Йорк Ендрю Куомо та син колишнього губернатора цього штату Маріо Куомо.

## Молодість та освіта
Народився в районі Нью-Йорка Квінз, обидва батьки італійського походження. Навчався в приватній школі, закінчив бакалавріат в Єльському Університеті та отримав ступінь доктора юриспруденції в Фордгемському Університеті. Має чинну ліцензію адвоката.

## Кар'єра
Починав кар'єру в журналістиці з коментарів на соціально-політичні теми на CNBC, MSNBC, CNN. Був кореспондентом Fox News та Fox Broadcast Network's Fox Files, де висвітлював широкий спектр питань на контроверсійні соціальні питання. Виступав політичним аналітиком на Fox News. Був співведучим програми 20/20 на ABC, де привернув увагу до проблем героїнової залежності у передмістях, бездомних тінейджерів, опікування дітей, булінгу, вів новини з Гаїті після землетрусу.
З вересня 2006 до грудня 2009 був ведучим шоу «Добрий ранок, Америко» на ABC.
У лютому 2013 переходить на CNN, де працює співведучим ранкового шоу. У березні 2018 почав вести авторську програму Cuomo Primetime у праймтайм.
З 2022 року працює у телевізійній мережі NewsNation.